# 卡拉布達赫肯特區

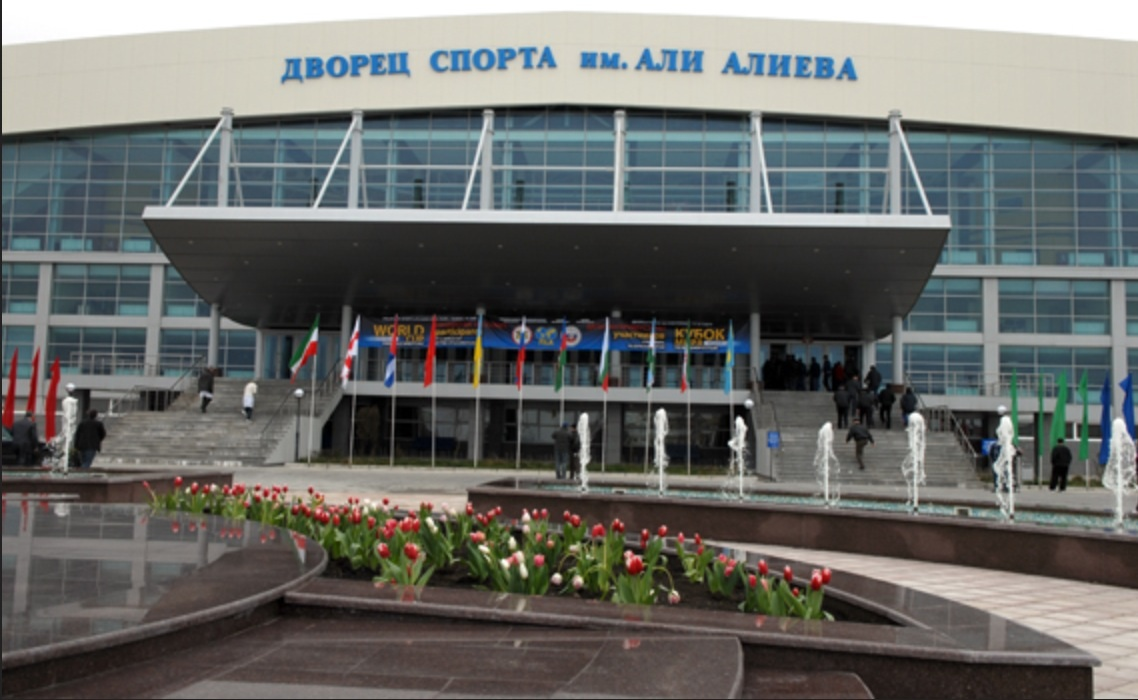

42°42′N 47°33′E / 42.700°N 47.550°E
卡拉布達赫肯特區（俄语：Карабудахкентский район），是俄羅斯的一個區，位於該國西南部，由達吉斯坦共和國負責管轄，始建於1921年1月20日，面積1,460平方公里，2010年人口73,016，人口密度每平方公里50.01人。